# شکر پلو بوشهری
شکر پلو بوشهری یکی از غذاهای محلی بوشهر در ایران است . معمولاً در استان بوشهر شکر پلو را همراه قیمه بوشهری پخته میشود. 

## دستور پخت
مواد لازم :
برنج  ۴ پیمانه
شکر  ۲ لیوان
زعفران دم کرده و گلاب  به میزان لازم
برنج را خیس کنید. بهتر است برای خیساندن برنج از نمک خیلی کم استفاده کنید چون این برنج باید کاملاً شیرین شود. میزان زعفران دم کرده باید بیشتر از تهیه برنج زعفرانی باشد. می‌توانید گلاب را جوشانده و زعفران سائیده را با گلاب دم کنید. برنج را آبکش کنید و در ظرفی بریزد. شکر و زعفران دم‌کرده را به آرامی به برنج آبکش شده اضافه کنید و کاملاً مخلوط نمایید. سپس برنج را دم کنید. شکر اضافه شده به برنج در هنگام دم شدن آب می‌شود و طعم شیرینی شکر کامل به خورد برنج می‌رود. بعد از دم کشیدن برنج می‌توانید آن را با خلال پسته تزئین کنید. نکته مهم در تهیه این غذا این است که میزان شکر بستگی به ذائقه شما دارد.

## ثبت ملی
در سال 1398 غذای قیمه و شکر پلو بوشهر به شماره ۱۹۰۴ درفهرست ملی میراث فرهنگی ناملموس به ثبت رسیده است.